# Startin'/Born to Be...
«Startin' / Born To Be...» es el sencillo n.º 39 de la cantante japonesa Ayumi Hamasaki, lanzado originalmente al mercado el 8 de marzo del año 2006.

## Información
La canción "Startin" fue dada a conocer originalmente en diciembre del 2005, ya que fue incluida en el videojuego producción de Capcom para la consola PlayStation 2 llamado Shin Onimusha: Dawn of Dreams, junto con la canción "rainy day"; ambas canciones serían utilizadas como openings y endings respectivos de dicho videojuego de ninjas.
Las canciones estaban destinadas para ser incluidas en el próximo álbum de Ayumi Hamasaki, pronto a salir dentro de ese tiempo (el cual era (miss) understood), pero por razones no aclaradas completamente sólo "rainy day" fue incluida dentro del álbum, y dejando a "Startin'" fuera de éste. Aunque las razones no fueron aclaradas, lo más obvio es que haya sido por razones comerciales, y también para dar el tiempo suficiente a los fanáticos para que se fueran acostumbrando a la canción, que sería lanzada como sencillo de un nuevo álbum meses después.
"Startin'" finalmente fue adjuntado con otra canción, supuestamente grabada ya dentro del 2006, la cual fue "Born to Be...", canción utilizada dentro de la cobertura de Nihon TV de los Juegos Olímpicos de Turín 2006, considerada también como todo un himno. Startin' / Born To Be..., como era de esperarse, fue todo un éxito, debutando en el primer lugar de las listas de Oricon. Con este sencillo Ayumi Hamasaki logró un nuevo récord, tras convertirse en la primera cantante femenina en lograr llevar 26 sencillos al primer lugar de las listas de forma consecutiva (abatiendo a Seiko Matsuda, que logró llevar a 25 de sus sencillos de forma consecutiva al #1 en los años ochenta).
La canción incluida como bonus dentro del sencillo, una versión acústica de "teens", también logró hacerse de propio reconocimiento, sin siquiera ser sencillo. La canción, originalmente del popular grupo de comienzos de los años noventa TRF, fue regrabada por Ayumi para el nuevo álbum de dicha banda Lif-e-Motions, en el cual también varios artistas del sello Avex participaron haciendo diversos covers. Pero la canción de la artista destacó por sobre los demás, ya que fue la única que cantó su cover en más de un programa de televisión.

## Canciones

### CD
1. «Startin'» "Original Mix"
2. «Born To Be...» "Original Mix"
3. «teens» "Acoustic Version"
4. «Startin'» "Original Mix -Instrumental-"
5. «Born To Be...» "Original Mix -Instrumental-"

### DVD
1. «Startin'» (videoclip)
2. «Born To Be...» (videoclip)

- Datos: Q2269847